# Saggio dell'anello bruno

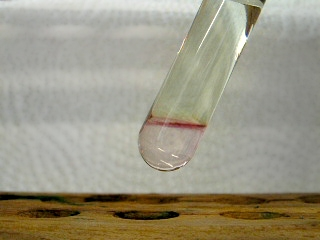
Saggio positivo

Il saggio dell'anello bruno è un metodo di ricerca analitica di anioni, in particolare nitriti e nitrati, presenti in un sale di composizione inizialmente sconosciuta.

## Metodo
Di seguito viene descritta la procedura da seguire per effettuare un'analisi di un sale attraverso il metodo dell'anello bruno:
- in una provetta contenente 1 ml di acqua distillata e una punta di spatola del sale da analizzare (circa 10 mg) si aggiunge dell'acido solforico diluito (2M).
- Si prepara una seconda provetta contenente una soluzione acquosa satura di solfato di ferro (FeSO4) a temperatura ambiente.
- A questo punto si svuota il contenuto della seconda provetta nella prima e tramite l'utilizzo di una pipetta Pasteur, tenendo inclinata la soluzione ottenuta dal miscuglio, si aggiungono (molto lentamente) 2-3 gocce di acido solforico concentrato.
- A questo punto, se nella soluzione è presente o un nitrato o un nitrito, alla superficie di separazione tra lo strato dell'acido solforico e quello della soluzione si formerà un "anello bruno", ovvero un disco rosso-bruno, sospeso tra le due soluzioni, composto da nitrosilsolfato ferroso.

## Reazione
- {\displaystyle {\ce {NO3^{-}\ +\ 3Fe^{2+}\ +\ 4H+<=>3Fe^{3+}\ +\ NO\ +\ 2H2O}}}

- {\displaystyle {\ce {Fe^{2+}\ +\ NO\ +\ SO4^{2-}<=>\ [Fe(NO)]SO4}}}

## Consigli
- Quando si parla di soluzione satura di solfato di ferro (II) si intende una soluzione che presenti un deposito visibile a occhio nudo (anche dopo agitazione della provetta con il contenuto) del sale verde-azzurrino. Bisogna eliminare questo deposito prima di versare la soluzione satura in quella contenente il sale incognito.
- Fare molta attenzione quando si usa (e soprattutto si versa) l'acido solforico concentrato: bastano anche solo due gocce perché si formi l'anello bruno, quindi usare la pipetta con parsimonia.

## Interferenze
Per eseguire questo saggio bisogna essere sicuri che nella miscela del sale non siano contenuti bromuri o ioduri, perché questi creano interferenze, impedendo la distinzione di nitriti e nitrati da questi ultimi.
Si consiglia quindi di seguire la sequenza di ricerca degli anioni in questo modo:
1. Alogenuri
2. Solfati, solfiti, tiosolfati, metabisofiti, ecc. (ovvero VI gruppo anionico)
3. Nitrati, nitriti, ecc. (ovvero V gruppo anionico).